# Пендус (Вологодская область)
Пендус — упразднённая деревня в Тарногском районе Вологодской области России.

## География
Урочище находится в северо-восточной части области, в подзоне средней тайги, на правом берегу ручья Черноватка, на расстоянии примерно 9 километров (по прямой) к юго-западу от села Тарногский Городок, административного центра района.

### Климат
Климат характеризуется как умеренно континентальный, с продолжительной холодной зимой и умеренно тёплым летом. Среднегодовая температура воздуха — +1,5 °C. Средняя температура воздуха самого холодного месяца (января) — −13,6 °C (абсолютный минимум — −52 °C), средняя температура самого тёплого (июля) — +16,8 °С (абсолютный максимум — +37 °С). Вегетационный период длится 115 дней. Среднегодовое количество атмосферных осадков составляет 667 мм, из которых около 67 % выпадает в тёплый период. Снежный покров держится в течение 168 дней. В течение года преобладают ветра юго-западного направления. Среднегодовая скорость ветра 3,3 м/с.

## История
Упоминается в 1622 и 1685 годах как деревня Пендековская Ромашевкой волости.
В «Списке населенных мест Вологодской губернии по сведениям 1859 года» населённый пункт упомянут как удельная деревня Пендужская Тотемского уезда, расположенная при ручье Чёрном, в 113 верстах от уездного города. В деревне имелось 11 дворов и проживало 100 человек (49 мужчин и 51 женщина). В 1881 году входила в состав Шевденицкой волости.
По данным 1926 года в деревне имелось 31 хозяйство и проживало 165 человек (82 мужчины и 74 женщина). В административном отношении входила в состав Ромашевского сельсовета Кокшенгского района.
Действовал колхоз имени Сталина. По состоянию на 1 января 1973 года входила в состав Заборского сельсовета Тарногского района.